# Kōji Morisaki
Kōji Morisaki (jap. 森﨑 浩司 Morisaki Kōji; ur. 9 maja 1981) – japoński piłkarz.

## Kariera klubowa
Od 2000 do 2016 roku występował w klubie Sanfrecce Hiroszima.

## Kariera reprezentacyjna
Został powołany do kadry na Igrzyska Olimpijskie w 2004 roku.